# المنصورة (عدن)

تعديل مصدري - تعديل

المنصورة هي مدينة ومديرية تقع في محافظة عدن، اليمن. يبلغ عدد سكانها 114,931 نسمة حسب إحصاء عام 2004.

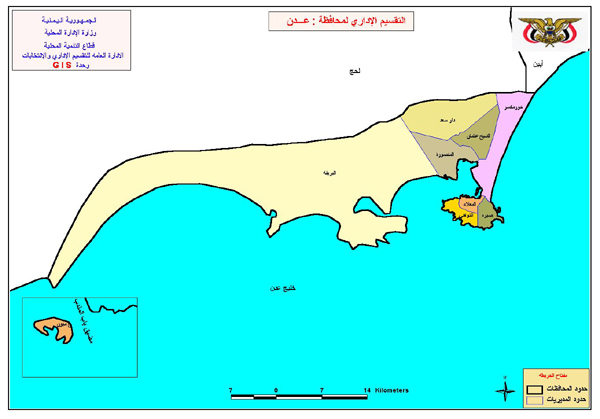
موقع المديرية في محافظة عدن

## التاريخ
أطلق اسم المنصورة على هذا الحي بعد أن اكتمل بناوه بقرار صادر عن المجلس التشريعي العدني سنة 1962م.وقد شيد هذا الحي في المساحة المعروفة سابقا بمعسكر حاشد بعد اكتمال الخرائط الهندسية وايصال كافة الخدمات. وقد اكتمل بناوة في بداية الستينات.تشييد هذا الحي السكني (المنصورة) مرتبط بالأزمة السكنية الحادة التي وجهتها مستعمرة عدن بين سنتي 1955 و 1962م وذلك من جراء ازدياد عدد السكان وتوسيع قاعدة عدن البريطانية وجعلها مركز للقوات العسكرية البريطانية في الشرق الأوسط. وأهم قاعدة عسكرية إنجليزية في شرق السويس. في الجزء الغربي من المنصورة تم بناء ما يسمى بالمنطقة الصناعية.

## سجن المنصورة

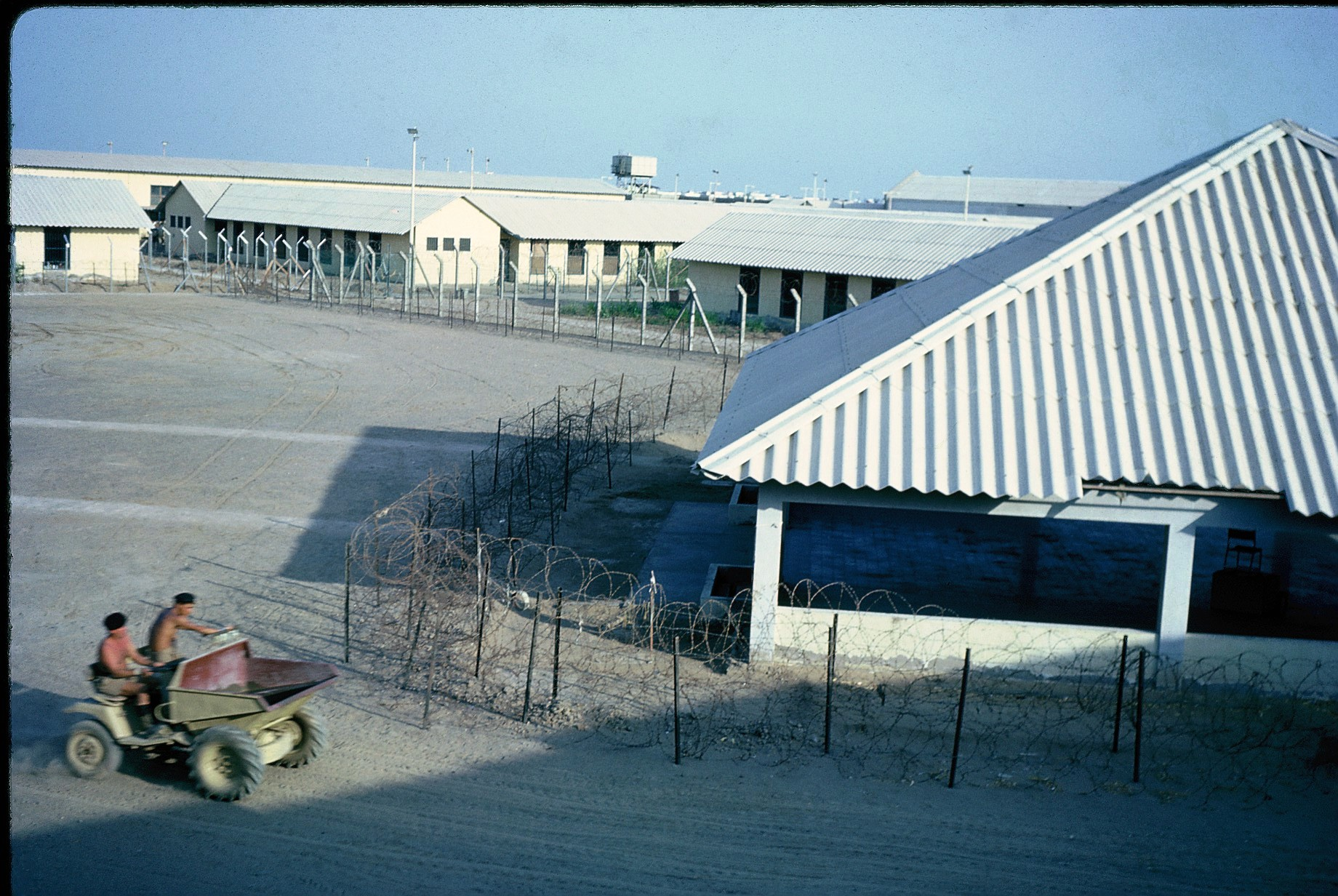

من أهم معالم المنصورة المعمارية السجن الذي شيدتة حكومة مستعمرة عدن مابين 1962-1963م وهو سجن سياسي بناة الإنجليز عند بدء الكفاح المسلح لاعتقال مناضلي جيش التحرير وفدائيي الثورة المسلحة، حالياً السجن تابع لوحدة الأمن المركزي اليمني.

## التقسيم الإداري
الأحياء التابعة للمديرية:
| حي                     | عدد المساكن | عدد الأسر | الذكور | الأناث | الإجمالي |
| ---------------------- | ----------- | --------- | ------ | ------ | -------- |
| حي تلال شمسان          | 4639        | 3636      | 12121  | 10764  | 22885    |
| حي الثورة              | 7120        | 5266      | 17818  | 17240  | 35058    |
| حي 22 يونيو (المنصورة) | 8151        | 7820      | 25975  | 25090  | 51065    |
| الإجمالي               | 19910       | 16722     | 55914  | 53094  | 109008   |